# Bruno Labbadia
Bruno Labbadia (Darmstadt, 8 febbraio 1966) è un allenatore di calcio ed ex calciatore tedesco di origini italiane, di ruolo attaccante, attuale commissario tecnico della nazionale nigeriana.

## Biografia
I genitori di Bruno Labbadia sono originari di Lenola, emigrati in Germania negli anni '50, si stabilirono in Assia, nella città di Schneppenhausen.

## Carriera

### Club
Nel 1984 inizia la carriera professionistica con il Darmstadt, squadra della Seconda divisione della Bundesliga. Milita per tre stagioni, totalizzando 50 reti, fino all'estate 1987, quando viene venduto all'Amburgo, squadra di prima divisione.
Veste la maglia dell'Amburgo per una stagione e mezza, prima di trasferirsi al Kaiserslautern, dove rimarrà per un'altra stagione e mezza vincendo nel 1990 la Coppa nazionale e il campionato tedesco-occidentale, nel 1991.
Nell'estate 1991 viene acquistato dal Bayern Monaco. Durante la stagione 1991-1992, nel corso di 30 partite realizza 10 reti, mentre in quella successiva, 1992-1993, risulta il miglior marcatore della squadra con 11 reti in 32 gare. Nel campionato 1993-1994 totalizza infine 7 reti in 20 gare, con il Bayern vincitore dello scudetto tedesco.
Nel 1994 passa al Colonia, ma già nel gennaio 1996 lo acquista il Werder Brema, club nel quale militerà fino al termine della stagione 1997-1998 segnando in 63 incontri, 18 gol.
Ormai trentaduenne, nell'estate 1998 viene ceduto all'Arminia Bielefeld, squadra di Seconda divisione. Alla prima stagione con il nuovo club riesce ad affermarsi come capocannoniere del campionato, portando la squadra al primo posto e alla conseguente promozione con 28 reti sulle 62 totali.
Nel torneo di Bundesliga dell'anno successivo realizza altre 11 reti, ma la squadra retrocede nuovamente in seconda divisione. Nel campionato 2000-2001 segna 11 reti, prima di essere acquistato dal Karlsruhe, squadra di seconda divisione, con cui chiuderà la carriera nel 2003 segnando complessivamente 18 reti.

### Nazionale
Totalizza due presenze con la Nazionale tedesca, due gare amichevoli, una il 20 dicembre 1992 contro l'Uruguay (subentrato al 79') e una il 23 agosto 1995 contro il Belgio (subentrato al 79').

### Allenatore
Dopo il ritiro dall'attività agonistica come calciatore, diventa allenatore. Dal 2003 al 2006 guida il Darmstadt, la squadra con cui aveva esordito da calciatore, tra Hessenliga e Regionalliga Süd. Nella stagione 2007-2008 allena il Greuther Fürth, squadra di seconda divisione della Bundesliga, mentre dall'estate 2008 è sulla panchina del Bayer Leverkusen, che conduce al nono posto ed alla finale di Coppa di Germania, persa per 1-0 con il Werder Brema.
Il 5 giugno 2009 firma un contratto biennale con l'Amburgo, ma viene esonerato meno di un anno dopo, il 26 aprile 2010, in seguito alla sconfitta per 1-5 contro l'Hoffenheim.
Il 12 dicembre 2010 diventa il nuovo allenatore dello Stoccarda in sostituzione di Jens Keller, conducendo la squadra al dodicesimo posto in campionato. Nella stagione successiva riesce a riportare gli svevi in Europa dopo un'annata di assenza grazie al sesto posto finale. Il 30 gennaio 2013 firma un'estensione contrattuale che lo terrà sulla panchina dello Stoccarda fino al 2015. Tuttavia il 26 agosto 2013, in seguito a tre sconfitte in serie in Bundesliga, viene esonerato, insieme al suo vice Erdinc Zoser.
Il 15 aprile 2015 firma un contratto con l'Amburgo fino al 30 giugno 2016. Alla fine della stagione 2014-2015 l'Amburgo si è classificato al 16º posto, dovendo quindi disputare i playoff retrocessione in cui ha battuto il Karlsruhe (1-1 e 2-1 dopo i tempi supplementari) guadagnando la permanenza in Bundesliga. Confermato anche per la stagione successiva, ha ottenuto un buon 10º posto in classifica. Nel corso della stagione 2016/17 viene esonerato dopo la quinta giornata dopo aver ottenuto un solo punto.
Il 20 febbraio 2018 firma per il Wolfsburg, con cui conclude il campionato 2017-2018 al 16º posto, piazzamento che obbliga i verdi a disputare i play-off retrocessione, dove hanno la meglio sull'Holstein Kiel (3-1 e 1-0), ottenendo la permanenza in Bundesliga. L'anno seguente ottiene il sesto posto finale in campionato, ma lascia il club alla fine della stagione.
Accasatosi all'Hertha Berlino (precisamente il 9 aprile 2020), Labbadia esordisce battendo l'Hoffenheim per 0-3 il 16 maggio 2020. Viene esonerato il 24 gennaio 2021.
Nel 2022 viene chiamato ad allenare lo Stoccarda ma il 3 aprile 2023 viene esonerato con la squadra all'ultimo posto in Bundesliga.

## Statistiche

### Presenze e reti nei club
| Stagione                 | Squadra                  | Campionato               | Campionato | Campionato | Coppe nazionali | Coppe nazionali | Coppe nazionali | Coppe continentali | Coppe continentali | Coppe continentali | Totale | Totale |
| Stagione                 | Squadra                  | Comp                     | Pres       | Reti       | Comp            | Pres            | Reti            | Comp               | Pres               | Reti               | Pres   | Reti   |
| ------------------------ | ------------------------ | ------------------------ | ---------- | ---------- | --------------- | --------------- | --------------- | ------------------ | ------------------ | ------------------ | ------ | ------ |
| 1984-1985                | Darmstadt                | 2.BL                     | 32         | 9          | CG              | 0               | 0               | -                  | -                  | -                  | 32     | 9      |
| 1985-1986                | Darmstadt                | 2.BL                     | 38         | 17         | CG              | 0               | 0               | -                  | -                  | -                  | 38     | 17     |
| 1986-1987                | Darmstadt                | 2.BL                     | 35         | 18         | CG              | 1               | 0               | -                  | -                  | -                  | 36     | 18     |
| Totale Darmstadt         | Totale Darmstadt         | Totale Darmstadt         | 105        | 44         |                 | 1               | 0               |                    | -                  | -                  | 106    | 4      |
| 1987-1988                | Amburgo                  | BL                       | 31         | 11         | CG              | 2               | 1               | CC                 | 4                  | 3                  | 37     | 15     |
| 1988-gen. 1989           | Amburgo                  | BL                       | 10         | 0          | CG              | 3               | 1               | -                  | -                  | -                  | 13     | 1      |
| Totale Amburgo           | Totale Amburgo           | Totale Amburgo           | 41         | 11         |                 | 5               | 2               |                    | 4                  | 3                  | 50     | 16     |
| gen.-giu. 1989           | Kaiserslautern           | BL                       | 17         | 5          | CG              | 0               | 0               | -                  | -                  | -                  | 17     | 5      |
| 1989-1990                | Kaiserslautern           | BL                       | 28         | 6          | CG              | 1               | 2               | -                  | -                  | -                  | 29     | 8      |
| 1990-1991                | Kaiserslautern           | BL                       | 22         | 9          | CG              | 0               | 0               | -                  | -                  | -                  | 22     | 9      |
| Totale Kaiserslautern    | Totale Kaiserslautern    | Totale Kaiserslautern    | 67         | 20         |                 | 1               | 2               |                    | -                  | -                  | 68     | 22     |
| 1991-1992                | Bayern Monaco            | BL                       | 30         | 10         | CG              | 0               | 0               | CU                 | 4                  | 1                  | 17     | 5      |
| 1992-1993                | Bayern Monaco            | BL                       | 32         | 11         | CG              | 0               | 0               | -                  | -                  | -                  | 32     | 11     |
| 1993-1994                | Bayern Monaco            | BL                       | 20         | 7          | CG              | 0               | 0               | CU                 | 1                  | 0                  | 21     | 7      |
| Totale Bayern Monaco     | Totale Bayern Monaco     | Totale Bayern Monaco     | 82         | 28         |                 | 0               | 0               |                    | 5                  | 1                  | 87     | 29     |
| 1994-1995                | Colonia                  | BL                       | 33         | 14         | CG              | 0               | 0               | -                  | -                  | -                  | 33     | 14     |
| 1995-gen. 1996           | Colonia                  | BL                       | 8          | 1          | CG              | 0               | 0               | -                  | -                  | -                  | 8      | 1      |
| Totale Colonia           | Totale Colonia           | Totale Colonia           | 41         | 15         |                 | 0               | 0               |                    | -                  | -                  | 41     | 15     |
| gen.-giu. 1996           | Werder Brema             | BL                       | 13         | 4          | CG              | 0               | 0               | -                  | -                  | -                  | 13     | 4      |
| 1996-1997                | Werder Brema             | BL                       | 23         | 8          | CG              | 0               | 0               | -                  | -                  | -                  | 23     | 8      |
| 1997-1998                | Werder Brema             | BL                       | 27         | 6          | CG              | 0               | 0               | -                  | -                  | -                  | 27     | 6      |
| Totale Werder Brema      | Totale Werder Brema      | Totale Werder Brema      | 63         | 18         |                 | 0               | 0               |                    | -                  | -                  | 63     | 18     |
| 1998-1999                | Arminia Bielefeld        | 2.BL                     | 33         | 28         | CG              | 0               | 0               | -                  | -                  | -                  | 33     | 28     |
| 1999-2000                | Arminia Bielefeld        | BL                       | 34         | 11         | CG              | 2               | 0               | -                  | -                  | -                  | 36     | 11     |
| 2000-2001                | Arminia Bielefeld        | 2.BL                     | 31         | 11         | CG              | 0               | 0               | -                  | -                  | -                  | 31     | 11     |
| Totale Arminia Bielefeld | Totale Arminia Bielefeld | Totale Arminia Bielefeld | 98         | 50         |                 | 2               | 0               |                    | -                  | -                  | 100    | 50     |
| 2001-2002                | Karlsruhe                | 2.BL                     | 33         | 6          | CG              | 1               | 0               | -                  | -                  | -                  | 34     | 6      |
| 2002-2003                | Karlsruhe                | 2.BL                     | 27         | 12         | CG              | 1               | 1               | -                  | -                  | -                  | 28     | 13     |
| Totale Karlsruhe         | Totale Karlsruhe         | Totale Karlsruhe         | 60         | 18         |                 | 2               | 1               |                    | -                  | -                  | 62     | 19     |
| Totale carriera          | Totale carriera          | Totale carriera          | 557        | 204        |                 | 11              | 5               |                    | 9                  | 4                  | 577    | 213    |

### Cronologia presenze e reti in nazionale
| Cronologia completa delle presenze e delle reti in nazionale ― Germania | Cronologia completa delle presenze e delle reti in nazionale ― Germania | Cronologia completa delle presenze e delle reti in nazionale ― Germania | Cronologia completa delle presenze e delle reti in nazionale ― Germania | Cronologia completa delle presenze e delle reti in nazionale ― Germania | Cronologia completa delle presenze e delle reti in nazionale ― Germania | Cronologia completa delle presenze e delle reti in nazionale ― Germania | Cronologia completa delle presenze e delle reti in nazionale ― Germania |
| Data                                                                    | Città                                                                   | In casa                                                                 | Risultato                                                               | Ospiti                                                                  | Competizione                                                            | Reti                                                                    | Note                                                                    |
| ----------------------------------------------------------------------- | ----------------------------------------------------------------------- | ----------------------------------------------------------------------- | ----------------------------------------------------------------------- | ----------------------------------------------------------------------- | ----------------------------------------------------------------------- | ----------------------------------------------------------------------- | ----------------------------------------------------------------------- |
| 20-12-1992                                                              | Montevideo                                                              | Uruguay                                                                 | 1 – 4                                                                   | Germania                                                                | Amichevole                                                              | -                                                                       | 79’                                                                     |
| 23-8-1995                                                               | Bruxelles                                                               | Belgio                                                                  | 1 – 2                                                                   | Germania                                                                | Amichevole                                                              | -                                                                       | 79’                                                                     |
| Totale                                                                  |                                                                         | Presenze                                                                | 2                                                                       |                                                                         | Reti                                                                    | 0                                                                       |                                                                         |

### Statistiche da allenatore
Statistiche aggiornate al 3 aprile 2023. In grassetto la competizione vinta.
| Stagione              | Squadra               | Campionato            | Campionato | Campionato | Campionato | Campionato | Coppe nazionali | Coppe nazionali | Coppe nazionali | Coppe nazionali | Coppe nazionali | Coppe continentali | Coppe continentali | Coppe continentali | Coppe continentali | Coppe continentali | Altre coppe | Altre coppe | Altre coppe | Altre coppe | Altre coppe | Totale | Totale | Totale | Totale | % Vittorie | Piazzamento |
| Stagione              | Squadra               | Comp                  | G          | V          | N          | P          | Comp            | G               | V               | N               | P               | Comp               | G                  | V                  | N                  | P                  | Comp        | G           | V           | N           | P           | G      | V      | N      | P      | %          | Piazzamento |
| --------------------- | --------------------- | --------------------- | ---------- | ---------- | ---------- | ---------- | --------------- | --------------- | --------------- | --------------- | --------------- | ------------------ | ------------------ | ------------------ | ------------------ | ------------------ | ----------- | ----------- | ----------- | ----------- | ----------- | ------ | ------ | ------ | ------ | ---------- | ----------- |
| 2003-2004             | Darmstadt             | OL                    | 34         | 28         | 4          | 2          | -               | -               | -               | -               | -               | -                  | -                  | -                  | -                  | -                  | -           | -           | -           | -           | -           | 34     | 28     | 4      | 2      | 82,35      | 1º          |
| 2004-2005             | Darmstadt             | F-RL                  | 34         | 16         | 6          | 12         | -               | -               | -               | -               | -               | -                  | -                  | -                  | -                  | -                  | -           | -           | -           | -           | -           | 34     | 16     | 6      | 12     | 47,06      | 5º          |
| 2005-2006             | Darmstadt             | F-RL                  | 34         | 16         | 6          | 12         | -               | -               | -               | -               | -               | -                  | -                  | -                  | -                  | -                  | -           | -           | -           | -           | -           | 34     | 16     | 6      | 12     | 47,06      | 5º          |
| Totale Darmstadt      | Totale Darmstadt      | Totale Darmstadt      | 102        | 70         | 16         | 26         |                 | -               | -               | -               | -               |                    | -                  | -                  | -                  | -                  |             | -           | -           | -           | -           | 102    | 60     | 16     | 26     | 58,82      |             |
| 2007-2008             | Greuther Fürth        | 2.BL                  | 34         | 14         | 10         | 10         | CG              | 2               | 1               | 0               | 1               | -                  | -                  | -                  | -                  | -                  | -           | -           | -           | -           | -           | 36     | 15     | 10     | 11     | 41,67      | 6º          |
| 2008-2009             | Bayer Leverkusen      | BL                    | 34         | 14         | 7          | 13         | CG              | 6               | 5               | 0               | 1               | -                  | -                  | -                  | -                  | -                  | -           | -           | -           | -           | -           | 40     | 19     | 7      | 14     | 47,50      | 9º          |
| 2009-apr. 2010        | Amburgo               | BL                    | 32         | 12         | 12         | 8          | CG              | 2               | 0               | 2               | 0               | UEL                | 17                 | 10                 | 2                  | 5                  | -           | -           | -           | -           | -           | 51     | 22     | 16     | 13     | 43,14      | Eson.       |
| dic. 2010-2011        | Stoccarda             | BL                    | 18         | 9          | 3          | 6          | CG              | 1               | 0               | 0               | 1               | UEL                | 3                  | 1                  | 0                  | 2                  | -           | -           | -           | -           | -           | 22     | 10     | 3      | 9      | 45,45      | Sub., 12º   |
| 2011-2012             | Stoccarda             | BL                    | 34         | 15         | 8          | 11         | CG              | 4               | 3               | 0               | 1               | -                  | -                  | -                  | -                  | -                  | -           | -           | -           | -           | -           | 38     | 18     | 8      | 12     | 47,37      | 6º          |
| 2012-2013             | Stoccarda             | BL                    | 34         | 12         | 7          | 15         | CG              | 6               | 5               | 0               | 1               | UEL                | 12                 | 4                  | 4                  | 4                  | -           | -           | -           | -           | -           | 52     | 21     | 11     | 20     | 40,38      | 12º         |
| lug.-ago. 2013        | Stoccarda             | BL                    | 3          | 0          | 0          | 3          | CG              | 1               | 1               | 0               | 0               | UEL                | 3                  | 0                  | 2                  | 1                  | -           | -           | -           | -           | -           | 7      | 1      | 2      | 4      | 14,29      | Eson.       |
| apr.-giu. 2015        | Amburgo               | BL                    | 6+2        | 3+1        | 1+1        | 2+0        | CG              | -               | -               | -               | -               | -                  | -                  | -                  | -                  | -                  | -           | -           | -           | -           | -           | 8      | 4      | 2      | 2      | 50,00      | Sub., 16º   |
| 2015-2016             | Amburgo               | BL                    | 34         | 11         | 8          | 15         | CG              | 1               | 0               | 0               | 1               | -                  | -                  | -                  | -                  | -                  | -           | -           | -           | -           | -           | 35     | 11     | 8      | 16     | 31,43      | 10º         |
| lug.-set. 2016        | Amburgo               | BL                    | 5          | 0          | 1          | 4          | CG              | 1               | 1               | 0               | 0               | -                  | -                  | -                  | -                  | -                  | -           | -           | -           | -           | -           | 6      | 1      | 1      | 4      | 16,67      | Eson.       |
| Totale Amburgo        | Totale Amburgo        | Totale Amburgo        | 77+2       | 26+1       | 22+1       | 29+0       |                 | 4               | 1               | 2               | 1               |                    | 17                 | 10                 | 2                  | 5                  |             | -           | -           | -           | -           | 100    | 38     | 27     | 35     | 38,00      |             |
| feb.-giu. 2018        | Wolfsburg             | BL                    | 11+2       | 2+2        | 3+0        | 6+0        | CG              | -               | -               | -               | -               | -                  | -                  | -                  | -                  | -                  | -           | -           | -           | -           | -           | 13     | 4      | 3      | 6      | 30,77      | Sub., 16º   |
| 2018-2019             | Wolfsburg             | BL                    | 34         | 16         | 7          | 11         | CG              | 3               | 2               | 0               | 1               | -                  | -                  | -                  | -                  | -                  | -           | -           | -           | -           | -           | 37     | 18     | 7      | 12     | 48,65      | 6º          |
| Totale Wolfsburg      | Totale Wolfsburg      | Totale Wolfsburg      | 45+2       | 18+2       | 10         | 17         |                 | 3               | 2               | 0               | 1               |                    | -                  | -                  | -                  | -                  |             | -           | -           | -           | -           | 50     | 22     | 10     | 18     | 44,00      |             |
| apr.-giu. 2020        | Hertha Berlino        | BL                    | 9          | 4          | 1          | 4          | CG              | -               | -               | -               | -               | -                  | -                  | -                  | -                  | -                  | -           | -           | -           | -           | -           | 9      | 4      | 1      | 4      | 44,44      | Sub., 10º   |
| 2020-gen. 2021        | Hertha Berlino        | BL                    | 18         | 4          | 5          | 9          | CG              | 1               | 0               | 0               | 1               | -                  | -                  | -                  | -                  | -                  | -           | -           | -           | -           | -           | 19     | 4      | 5      | 10     | 21,05      | Eson.       |
| Totale Hertha Berlino | Totale Hertha Berlino | Totale Hertha Berlino | 27         | 8          | 8          | 13         |                 | 1               | 0               | 0               | 1               |                    | -                  | -                  | -                  | -                  |             | -           | -           | -           | -           | 28     | 8      | 6      | 14     | 28,57      |             |
| dic. 2022-apr. 2023   | Stoccarda             | BL                    | 11         | 1          | 3          | 7          | CG              | 1               | 1               | 0               | 0               | -                  | -                  | -                  | -                  | -                  | -           | -           | -           | -           | -           | 12     | 2      | 3      | 7      | 16,67      | Sub., eson. |
| Totale Stoccarda      | Totale Stoccarda      | Totale Stoccarda      | 100        | 37         | 21         | 42         |                 | 13              | 10              | 0               | 3               |                    | 18                 | 5                  | 6                  | 7                  |             | -           | -           | -           | -           | 131    | 52     | 27     | 52     | 39,69      |             |
| Totale carriera       | Totale carriera       | Totale carriera       | 421+4      | 177+3      | 92+1       | 150        |                 | 29              | 19              | 2               | 8               |                    | 35                 | 15                 | 8                  | 12                 |             | -           | -           | -           | -           | 487    | 214    | 103    | 170    | 43,94      |             |

## Palmarès

### Giocatore

#### Competizioni nazionali
- Coppa di Germania: 1

Kaiserslautern: 1989-1990
- Campionato tedesco: 2

Kaiserslautern: 1990-1991
Bayern Monaco: 1993-1994
- Campionato tedesco di seconda divisione: 1

Arminia Bielefeld: 1998-1999

### Allenatore

#### Competizioni regionali
- Oberliga Hessen: 1

Darmstadt: 2003-2004